# Dolichoderus armstrongi
Dolichoderus armstrongi is een mierensoort uit de onderfamilie van de Dolichoderinae. De wetenschappelijke naam van de soort is voor het eerst geldig gepubliceerd in 1949 door McAreavey.